# Owen Willans Richardson
Sir Owen Willans Richardson   (Dewsbury, 26 d'abril de 1879 - Alton, 15 de febrer de 1959) fou un físic i professor universitari anglès guardonat l'any 1928 amb el Premi Nobel de Física pel seu treball sobre l'efecte termoiònic, que va donar lloc a la llei de Richardson.

## Biografia
Nascut el 26 d'abril de 1879 a la ciutat de Dewsbury, situat al comtat anglès de Yorkshire, va estudiar a la Universitat de Cambridge, graduant-se en física al Trinity College l'any 1900.
Entre 1906 i el 1914 fou professor de física a la Universitat nord-americana de Princeton, retornant a Anglaterra per esdevenir catedràtic de física de la Universitat de Londres entre 1914 i 1924. Va ser també director del Laboratori de Física, així com professor d'investigacions, de Yarrow per a la Royal Society.
El 1939 fou nomenat Cavaller pel rei Jordi VI del Regne Unit. Richardson morí el 15 de febrer de 1959 a la ciutat anglesa d'Alton.

## Recerca científica

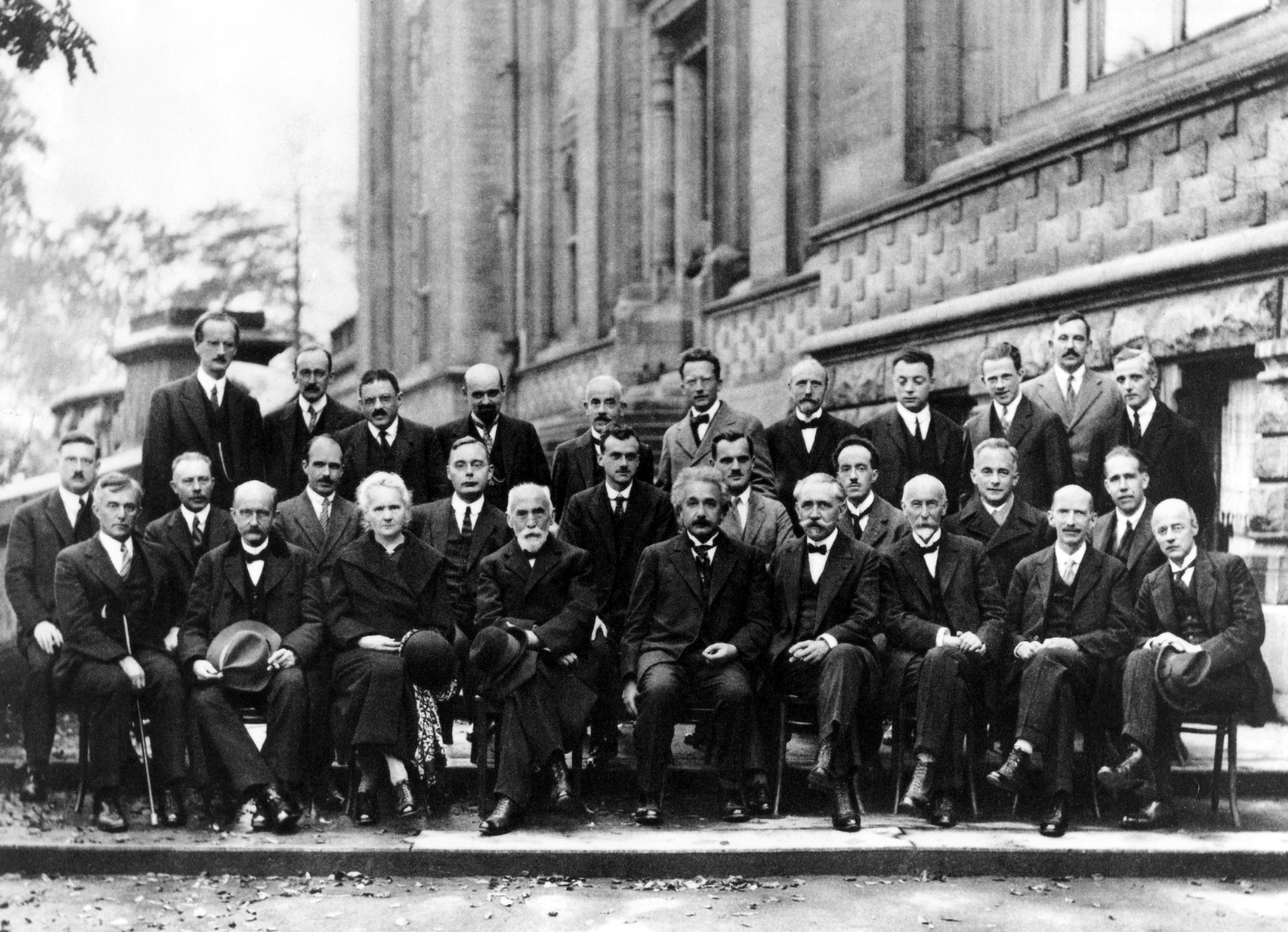
Conferència Solvay de 1927. Podem observar Owen Willans Richardson assegut el primer per la dreta de la primera fila

Va establir les bases de la termoiònica, com a resultat de les investigacions que va realitzar sobre la pèrdua d'electrons pels cossos calents al buit. Van ser també importants les investigacions que va realitzar en els camps de l'espectroscòpia, la radiologia i l'emissió fotoelèctrica. Una de les seves aportacions més destacades és la llei de Richardson o equació de Richardson-Dushmann elaborada el 1901.
L'any 1928 fou guardonat amb el Premi Nobel de Física pels seus estudis sobre els fenòmens termoiònics i per la llei de Richardson.

## Reconeixments
En honor seu s'anomenà el cràter Richardson de la Lluna.